# Yamaguchi Falcão
Yamaguchi Falcão Florentino (* 24. Dezember 1987 in São Mateus, Espírito Santo) ist ein brasilianischer Profiboxer im Supermittelgewicht. Er ist der ältere Bruder des Boxers Esquiva Falcão.
Als Amateur gewann er unter anderem eine Bronzemedaille im Halbschwergewicht bei den Olympischen Spielen 2012.

## Amateurkarriere
Yamaguchi Falcão wurde 2008 Brasilianischer Meister im Mittelgewicht und 2010 Brasilianischer Meister im Halbschwergewicht. Bei Panamerikameisterschaften gewann er 2008 Silber, 2009 Bronze und 2010 erneut Silber, jeweils im Mittelgewicht. Darüber hinaus gewann er Bronze im Mittelgewicht bei den Südamerikaspielen 2010 und Silber im Halbschwergewicht bei den Panamerikanischen Spielen 2011.
Bei den Weltmeisterschaften 2009 in Mailand schied er im Achtelfinale gegen Abbos Atoyev und bei den Weltmeisterschaften 2011 in Baku ebenfalls im Achtelfinale gegen Elshod Rasulov aus. In der Saison 2010/11 boxte er für das Team Mexico City Guerreros in der World Series of Boxing und gewann vier von sechs Kämpfen.
Bei der amerikanischen Olympiaqualifikation besiegte er Francisco Ortega aus Mexiko, Jonathan Savard aus Kanada und Osman Bravo aus Nicaragua, womit er sich einen Startplatz bei den Olympischen Sommerspielen 2012 in London erkämpft hatte. Dort gewann er mit Siegen gegen den Inder Sumit Sangwan, den Chinesen Meng Fanlong und den Kubaner Julio César La Cruz, sowie einer Niederlage im Halbfinale gegen Jegor Mechonzew, eine Bronzemedaille im Halbschwergewicht.

## Profikarriere
Im Oktober 2013 unterzeichnete er einen Profivertrag beim US-Promoter Golden Boy Promotions, sein Debüt gegen den Argentinier Martin Rios endete jedoch im Januar 2014 aufgrund gegenseitiger Unsportlichkeiten wertungslos.
In seinen nächsten 16 Kämpfen blieb er ungeschlagen, besiegte dabei in einem Rückkampf Martin Rios und 13 weitere Boxer mit positiven Bilanzen, ehe er im Mai 2019 nach Punkten gegen Christopher Pearson unterlag. Sein nächster Kampf im Dezember 2019 gegen D’Mitrius Ballard endete unentschieden.
Nach acht folgenden Siegen boxte er am 22. April 2023 um die WBA-Weltmeisterschaft im Supermittelgewicht, verlor jedoch durch K. o. gegen den Kubaner David Morrell.